# Tunyogi Péter (énekes)
Tunyogi Péter (Békéscsaba, 1947. március 13. – Budapest, 2008. november 9.) a P. Mobil egykori énekese és a Tunyogi Rock Band frontembere.

## Pályafutása
Szülei a békéscsabai Nemzeti Színház színészházaspárja: Tunyogi Péter és felesége Gödörházi (Gödörházy) Ilona voltak. Békéscsabán született, édesanyját a Jókai Szinházból vitték a kórházba, mert ott indult meg a szülés, de már a mentőautóban megszületett.
A győri Anonymus együttesben kezdte zenei pályafutását 1963-ban. Ezt követően a zalaegerszegi Cyklon (1976-tól: Spirál) dobosa, majd gitárosa volt. A Spirálban már csak gitárosként és énekesként szerepelt. Később a Beton együttesben énekelt.
Vikidál Gyula kiválása után 1979-ben a P. Mobil énekeseként lett igazán közismert előadó. A zenekar szinte összes nagylemezét az ő hangja fémjelzi. Két évig együtt dolgozott a legendás gitárossal, Bencsik Sándorral és Cserháti István orgonistával is. A P. Mobil 1985-ben leállt, a zenekar nélkül maradt énekes külföldre ment vendéglátózni.
1991-ben újra feltűnt a magyar zenei életben és megalakította a Tunyogi Bandet, amelynek koncertjein főként P. Mobil-dalok hangzottak el. A P. Mobil 1994-ben visszatért, de a Tunyogi Band párhuzamosan tovább működött. Ez Schuster Lóránt rosszallását váltotta ki, ezért Tunyoginak 1997-ben el kellett hagynia a P. Mobilt. Később azonban többször is vendégszerepelt, utoljára 2007-ben a Tunyogi Évek turnén, amely azonban éppen az ő rosszulléte miatt két koncert után véget ért.
1997-től együttese  neve Tunyogi Rock Band (TRB) lett, és saját dalokat is elkezdtek írni, bár a P. Mobil-slágerek is műsoron maradtak. Olyan sikeres dalok és lemezek születtek, mint A tegnap itthagyott, a Szárnyakon szédülő, a Boszorkányrepülés vagy az Öregesen. 2008-ban Zeffer András több volt P. Mobil-taggal együtt megalapította a Mobilmánia együttest, melynek Tunyogi lett az egyik énekese.
2005-ben gerincdaganattal operálták. Ezután egészségi állapota hol jobb, hol rosszabb volt. 2008. november 1-jén egy koncert előtt összeesett, súlyos fejsérülést szenvedett, majd több napon át mesterséges kómában tartották. November 9-én hunyt el.
Három gyermeke közül két lánya, Bernadett és Orsolya szintén énekes (utóbbi már visszavonult); és van egy fia is, Péter.  Egyik unokája, Bernadett lánya, Molnár Maja, a Drága örökösök és a Drága örökösök – A visszatérés sorozatokban Zitkovic Marlenkát alakítja.

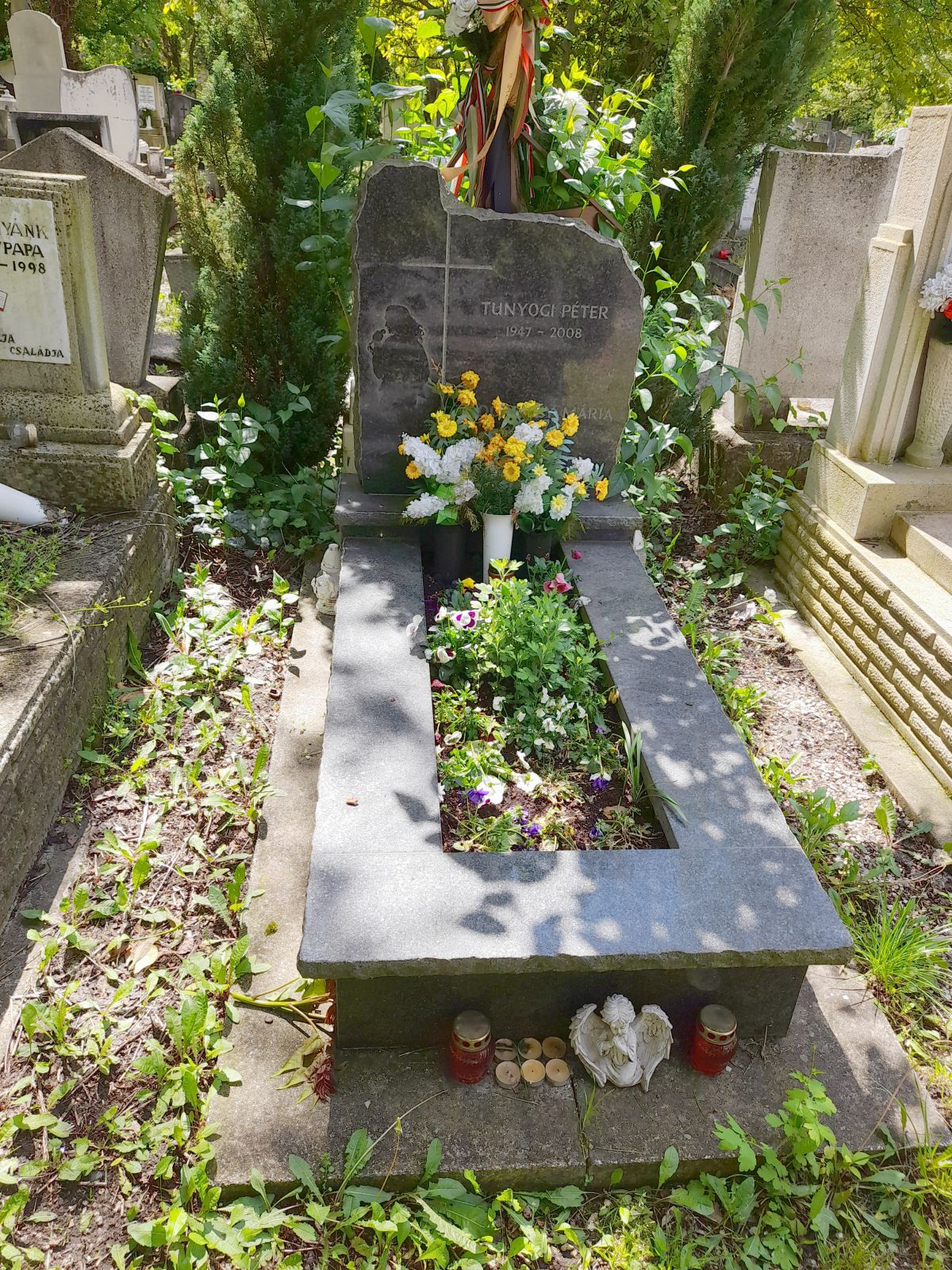
Sírja a budapesti Megyeri temetőben (2 parcella, 4. sír)

2018. október 20-án emléktáblát avattak tiszteletére a békéscsabai Jókai Színházban.

## Diszkográfia

### P. Mobil
- Miskolc / Csizma az asztalon (kislemez, 1980)
- Mobilizmo (1981) – anyaga a Stage Power dupla CD-n is megjelent
- Heavy Medal (1983) – anyaga a Stage Power dupla CD-n is megjelent
- Honfoglalás (1984) – anyaga a Stage Power dupla CD-n is megjelent
- Worst of P. Mobil (koncertfelvétel, 1994)
- Ez az élet, Babolcsai néni! (1994)
- Rest of P. Mobil (1994-es koncertfelvétel + 1995-ös stúdiófelvételek, 1995)
- A zöld, a bíbor és a fekete (1995) – Bencsik Sándor-emléklemez, két dalban hallható a P. Mobil
- Honfoglalás – rockverzió (1996)
- Honfoglalás – szimfonikus verzió (1996)

### Tunyogi Rock Band
- A tegnap itthagyott (1997)
- A King for Yesterday (1997)
- TRB koncert CD (1998)
- TRB koncert VHS (1998)
- Szárnyakon szédülő (2001)
- Próbáld meg őszintén (koncert)CD (2003)
- Tunyogi Péter emlékére – TRB koncert DVD (2008, az 1998-as felvételt tartalmazza)

### Pardon
- I Feel Good (2006)

### Mobilmánia
- Ez a mánia (2008, halála után jelent meg, egy szerzeménye került rá, valamint két dalban rövid ideig hallható a hangja)

## Jelentősebb zenésztársai
- Deák Bill Gyula (P. Mobil)
- Bencsik Sándor (P. Mobil)
- Cserháti István (P. Mobil)
- Donászy Tibor (P. Mobil, Tunyogi Rock Band)
- Döme Dezső (Tunyogi Band, P. Mobil)
- Fischer László (Tunyogi Rock Band)
- Kékesi László (P. Mobil, Tunyogi Rock Band, Mobilmánia)
- Mareczky István (P. Mobil)
- Németh Gábor (P. Mobil)
- Rudán Joe (Mobilmánia)
- Sárvári Vilmos (P. Mobil, Tunyogi Band)
- Schuster Lóránt (P. Mobil)
- Vikidál Gyula (Mobilmánia)
- Závodi János (Tunyogi Rock Band)
- Zeffer András (P. Mobil, Tunyogi Rock Band, Mobilmánia)